# Chapel (Heidelberg-Südstadt)

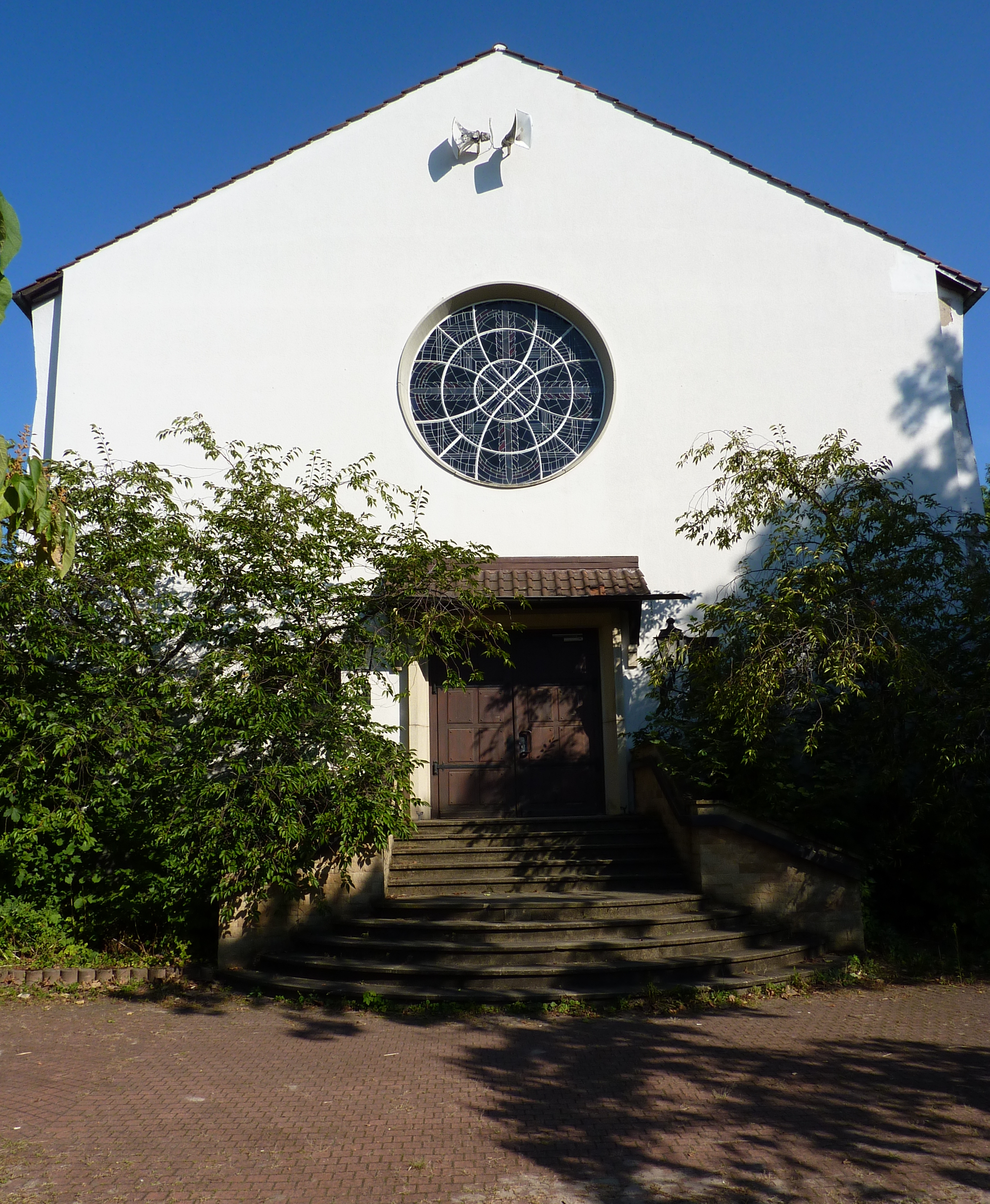
Blick von Westen aufs Kirchenportal

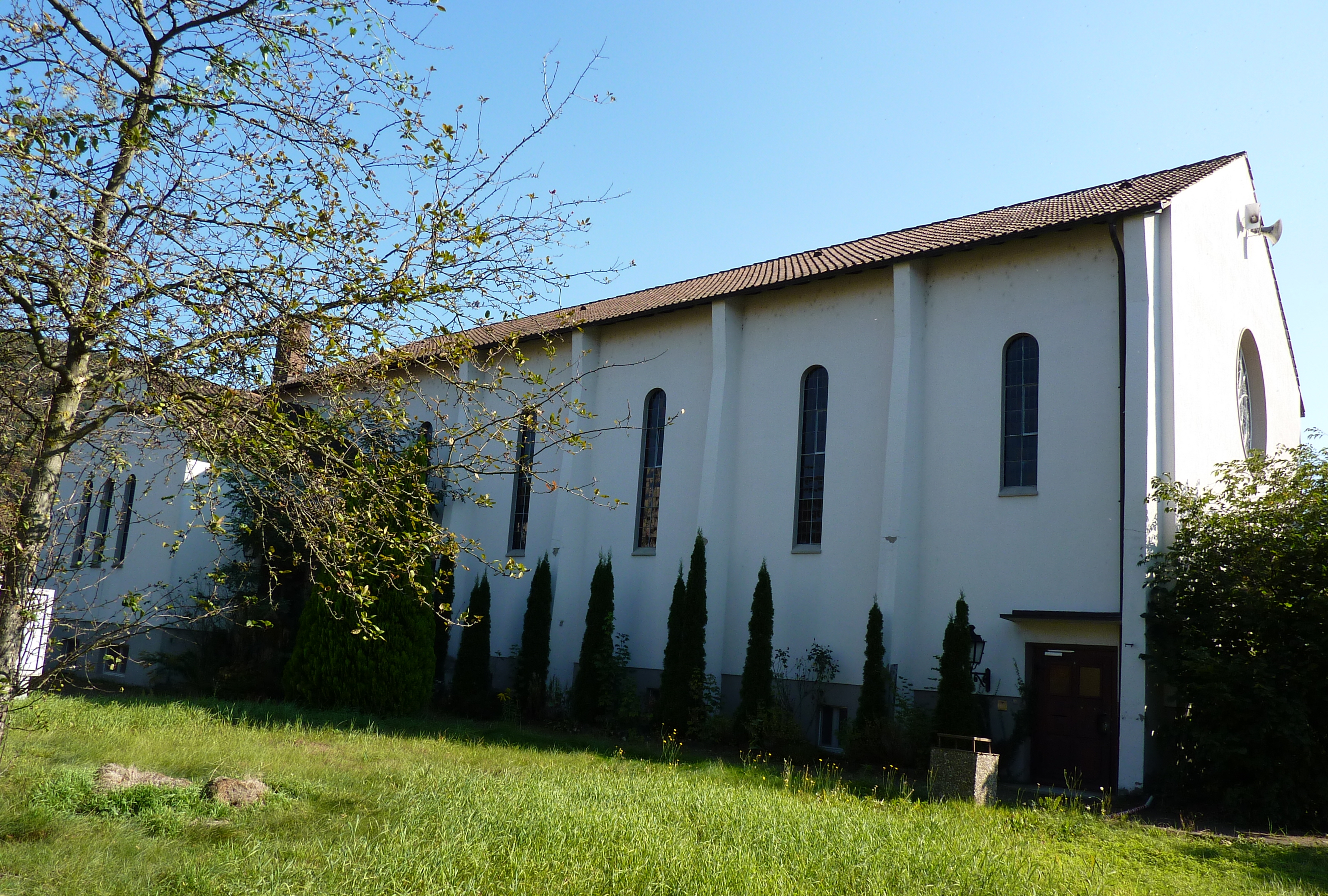
Blick von Nordwest nach Südost

Die Chapel (englisch für „Kapelle“) in der Südstadt von Heidelberg ist ein denkmalgeschütztes ehemaliges Kirchengebäude. Sie steht an der Ecke von Römer- und Rheinstraße im Bereich einer ehemaligen Wohnsiedlung der US-amerikanischen Armee, die als Mark-Twain-Village bezeichnet wird. Sie wurde 1951 nach Plänen des Mannheimer Architekten Emil Serini als konfessionsneutrales Gotteshaus für die Mitglieder und Angehörigen der amerikanischen Streitkräfte errichtet. 
Das Gebiet von Mark-Twain-Village wurde im Rahmen des mittlerweile abgeschlossenen Abzugs der amerikanischen Armee ab Ende der 2000er-Jahre sukzessive an die Bundesanstalt für Immobilienaufgaben (BIMA) zurückgegeben. Diese veräußerte große Teile davon Ende 2015 an die Stadt Heidelberg sowie an ein Bündnis aus mehreren genossenschaftlich organisierten Banken und Wohnungsbauunternehmen und der städtischen Wohnungsbaugesellschaft. Die Stadt als neue Eigentümerin der Chapel beabsichtigt, hierin ein Bürgerzentrum für den Stadtteil Südstadt einzurichten. Es wird im Bereich eines neu zu entwickelnden Stadtteilzentrums stehen, betrieben werden soll es durch einen Trägerverein. Der Bezirksbeirat stimmte den Planungen Anfang Juni 2016 zu.
Die Chapel gilt als Symbol des Kalten Krieges, aber auch der Konfessionskultur amerikanischer Soldaten und ihrer Angehörigen in Heidelberg. Im Inneren befinden sich der Kirchenraum mit einer Empore, ein kleinerer Saal im Souterrain sowie mehrere Nebenräume. Bemerkenswert sind die den Kirchensaal gliedernden Holzbinder sowie die Fenster, in denen, neben religiösen Darstellungen, auch Wappen militärischer Abteilungen zu sehen sind. 
Im September 2021 wurden dem CHAPEL Raum für Stadtkultur e.V. symbolisch die Schlüssel übergeben, um in dem Gebäude das Bürgerzentrum Südstadt zu betreiben.